# Joseph Arthur Gregory
Joseph Gregory (dicembre 1900 – luglio 1971) è stato un militare canadese, cecchino per conto dell’esercito durante la prima e la seconda guerra mondiale.

## Primi anni di vita
Gregory è nato a St. Laurent, in Manitoba, nel dicembre del 1900, i suoi antecedenti erano dei guerrieri Blackfoot. Quando aveva 15 anni si unì al contingente canadese d'oltremare, mentendo sulla sua reale età. Prestò servizio in Francia e nelle Fiandre con il 1° Canadian Mounted Rifles, venendo ferito a Sanctuary Wood nel giugno 1916, e di nuovo a Oppy Wood nel marzo 1918. Rimase in ospedale fino al settembre 1918 e tornò a casa in Canada come invalido.
Disse ai suoi amici di aver sviluppato il suo talento come cecchino da ragazzo quando andava a caccia nel Saskatchewan. Durante la sua prima missione durante la prima guerra mondiale portò con sé di nascosto dai suoi superiori una macchina fotografica e aveva una vasta collezione di fotografie che documentavano l'orrore a cui aveva assistito.

## Seconda guerra mondiale
Dopo il suo servizio in Francia, Gregory si stabilì a Calgary, Alberta, con la moglie e lavorò come operaio. Allo scoppio della seconda guerra mondiale, il 7 settembre 1939 si arruolò nuovamente nel neonato reggimento del South Saskatchewan a Weyburn, Saskatchewan.
Durante la sua carriera gli sono state accreditate diverse uccisioni, ha partecipato al Raid su Dieppe, dove ha perso un occhio a causa di un proiettile rimbalzato. Le sue azioni gli valsero la medaglia militare "in riconoscimento dei servizi valorosi e illustri nell'attacco combinato a Dieppe".
Il rapporto originale sugli avvenimenti del Raid su Dieppe afferma:
A causa delle ferite riportate, Gregory fu evacuato in Canada nell'ottobre 1942 dove prestò servizio per il resto della guerra presso la stazione centrale di reclutamento di Calgary, ottenendo la promozione al ruolo di sergente maggiore nel giugno 1945. Fu congedato con onore quello stesso settembre.

## Dopoguerra
A metà degli anni '50 lavorò presso la base della Royal Canadian Air Force a Tofino BC e rimase nella zona di Tofino per il resto della sua vita. Era un appassionato cacciatore di anatre e pescatore a mosca e ha insegnato a molte persone queste abilità. Morì a Calgary nel luglio 1971.
Il suo resoconto del raid di Dieppe apparve nel numero del 26 ottobre 1942 della rivista Time e fu anche intervistato per l'Hamilton Spectator del 1º dicembre.